# Villanueva de Huerva
Villanueva de Huerva (aragónul Villanueva de la Uerba) község Spanyolországban,  Zaragoza tartományban. Villanueva de Huerva Aguilón, Tosos, Longares, Mezalocha, Jaulín és Fuendetodos községekkel határos. Lakosainak száma 376 fő (2024).

## Népesség
A település népessége az utóbbi években az alábbiak szerint változott:
| Lakosok száma | 596  | 574  | 577  | 588  | 559  | 511  | 462  | 443  | 389  | 376  |
|               | 2001 | 2004 | 2007 | 2009 | 2012 | 2014 | 2017 | 2019 | 2022 | 2024 |